# Geunhwa-dong
Geunhwa-dong (koreanska: 근화동) är en stadsdel i staden Chuncheon i provinsen Gangwon i den norra delen av Sydkorea, 75 km nordost om huvudstaden Seoul. 
I stadsdelen ligger Chuncheons järnvägsstation och, på en ö i sjön Uiamho, Legoland, invigt maj 2022. 